# Placówka Straży Celnej „Antonia”

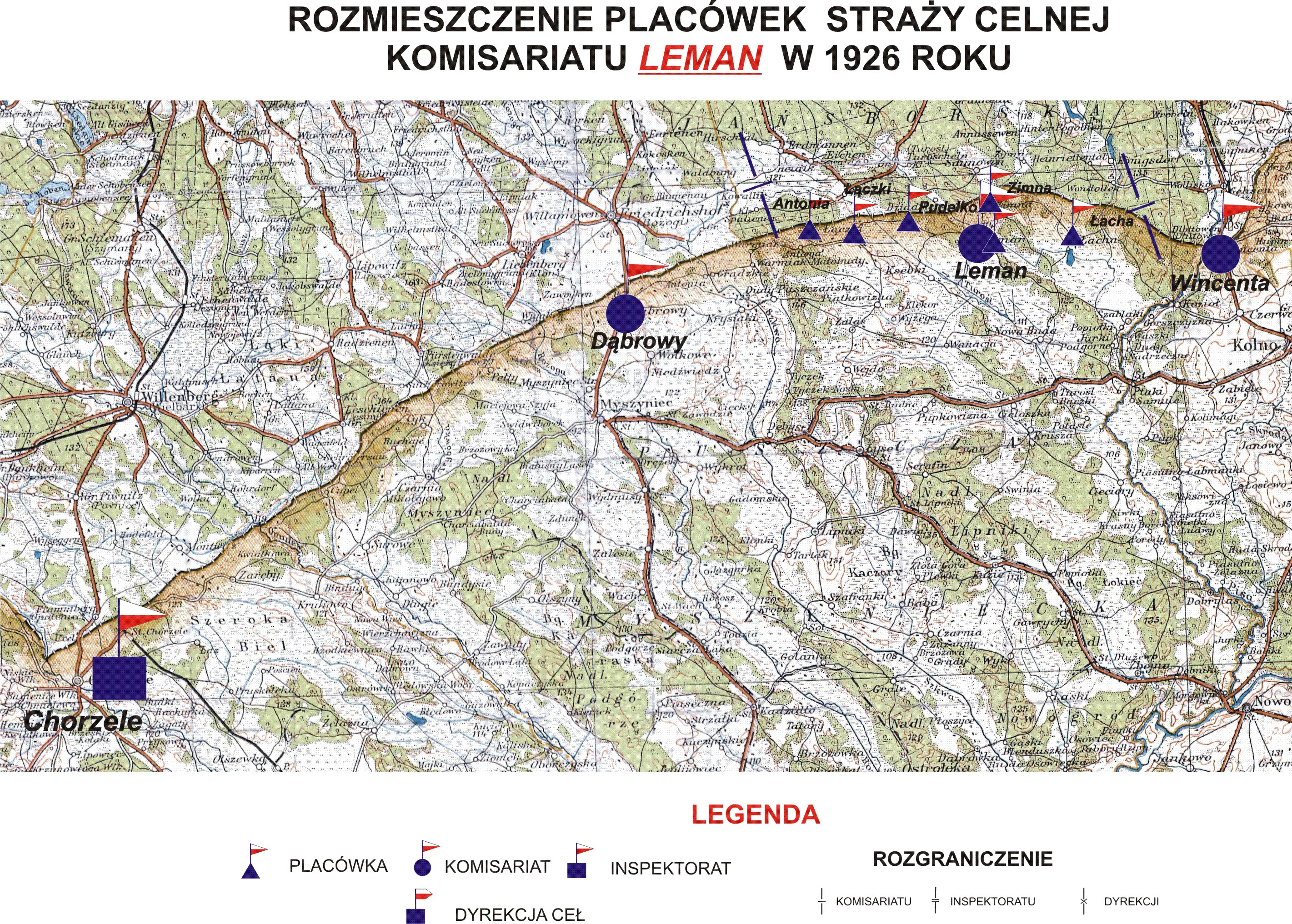
Rozmieszczenie placówek SC komisariatu "Leman" w 1926 roku

Placówka Straży Celnej „Antonia” – jednostka organizacyjna Straży Celnej pełniąca w okresie międzywojennym służbę ochronną na granicy polsko-niemieckiej.

## Geneza
Po zakończeniu wojny polsko-bolszewickiej rozwiązano formację Strzelców Granicznych. Ich rolę na granicy zachodniej i południowej przejęły Bataliony Wartownicze. Z dniem 1 kwietnia 1921 Bataliony Wartownicze przeorganizowano na Bataliony Celne.  W 1921 roku w Lemanie stacjonował sztab 1 kompanii 1 batalionu celnego. 1 kompania celna wystawiła między innymi placówkę w Antonii. 

## Formowanie i zmiany organizacyjne
Na wniosek Ministerstwa Skarbu, uchwałą z 10 marca 1920 roku, powołano do życia Straż Celną. Od połowy 1921 roku jednostki Straży Celnej rozpoczęły przejmowanie odcinków granicy od pododdziałów Batalionów Celnych. Proces tworzenia Straży Celnej trwał do końca 1922 roku. Placówka Straży Celnej „Antonia” weszła w podporządkowanie komisariatu Straży Celnej „Leman” z Inspektoratu SC „Chorzele”.
W drugiej połowie 1927 roku przystąpiono do gruntownej reorganizacji Straży Celnej. W praktyce skutkowało to rozwiązaniem tej formacji granicznej. Ochronę północnej, zachodniej i południowej granicy państwa przejęła powołana z dniem 2 kwietnia 1928 roku Straż Graniczna.
Rozkazem nr 3 z 23 czerwca 1934 roku w sprawach [...] tworzenia i zniesienia posterunków informacyjnych, komendant Straży Granicznej płk Jan Jur-Gorzechowski w strukturze komisariatu SG „Myszyniec” utworzył placówkę I linii „Antonia Gronzkie”.

## Służba graniczna
Sąsiednie placówki
- placówka Straży Celnej „Łączki” ⇔ placówka Straży Celnej „Warmiak” − 1926[12][13]

## Funkcjonariusze placówki
Kierownicy placówki
| stopień          | imię i nazwisko, numer | okres pełnienia służby | kolejne stanowisko |
| ---------------- | ---------------------- | ---------------------- | ------------------ |
| starszy strażnik | Ludwik Napierała (510) | był w 1926             |                    |

Obsada personalna placówki w 1926:
- starszy strażnik Ludwik Napierała (510)
- strażnik Stanisław Sosiński (383)
- strażnik Bolesław Majewski (1062)